# Rima Furnerius
La Rima Furnerius è una struttura geologica della superficie della Luna.